# كودي سميت-ماكفي
كودي سميت-ماكفي (ولد 13 يونيو 1996) هو ممثل أسترالي .

## حياته
كودي سميت-ماكفي ولد في أديلايد في أستراليا الجنوبية هو ابن سونيا واندي ماكفي الذي كان مصارع محترف في السابق.لكودي شقيقة ممثلة اسمها سينا سميت-ماكفي.

## أعمال
- الطريق
- ألفا
- الغرب البطئ

## روابط خارجية
- كودي سميت-ماكفي على موقع IMDb (الإنجليزية)
- كودي سميت-ماكفي على موقع ميتاكريتيك (الإنجليزية)
- كودي سميت-ماكفي على موقع روتن توميتوز (الإنجليزية)
- كودي سميت-ماكفي على موقع قاعدة بيانات الأفلام العربية
- كودي سميت-ماكفي على موقع ألو سيني (الفرنسية)
- كودي سميت-ماكفي على موقع ميوزك برينز (الإنجليزية)
- كودي سميت-ماكفي على موقع تيرنر كلاسيك موفيز (الإنجليزية)
- كودي سميت-ماكفي على موقع أول موفي (الإنجليزية)
- كودي سميت-ماكفي على موقع بوكس أوفيس موجو (الإنجليزية)
- كودي سميت-ماكفي على موقع قاعدة بيانات الأفلام السويدية (السويدية)